# Mondement-Montgivroux
Mondement-Montgivroux est une commune française, située dans le département de la Marne en région Grand Est.

## Géographie
| Soizy-aux-Bois                | Oyes                  |          |
|                               | Mondement-Montgivroux | Reuves   |
| La Villeneuve-lès-Charleville | Broyes                | Allemant |

### Hydrographie

#### Réseau hydrographique
La commune est dans la région hydrographique « la Seine de sa source au confluent de l'Oise (exclu) » au sein du bassin Seine-Normandie. Elle est drainée par le Fossé 01 du Ravin et le ru des Moulins,.

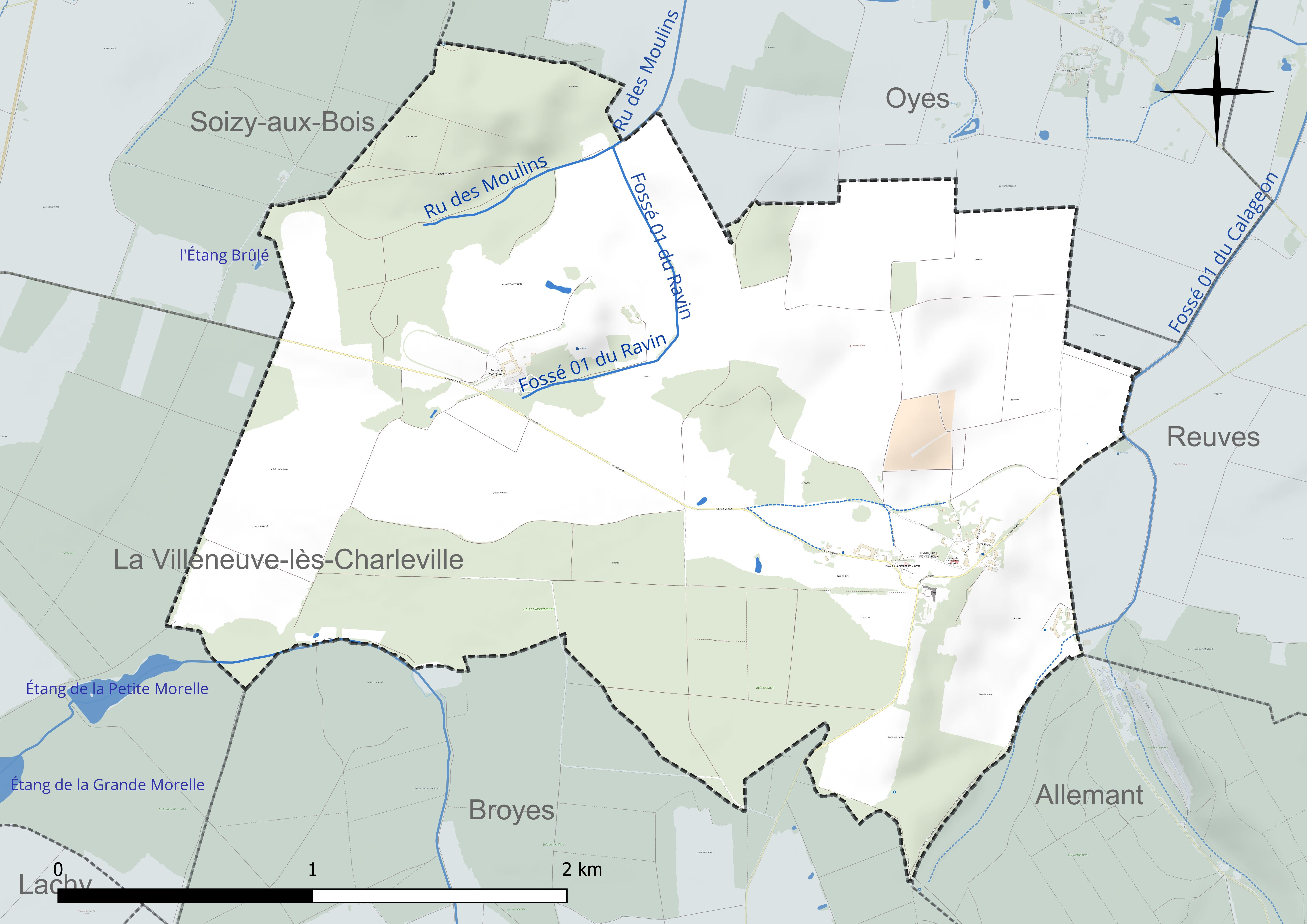
Réseau hydrographique de Mondement-Montgivroux.

#### Gestion et qualité des eaux
Le territoire communal est couvert par le schéma d'aménagement et de gestion des eaux (SAGE) « Petit et Grand Morin ». Ce document de planification concerne le territoire des bassins versants du Petit Morin (630 km2) et du Grand Morin (1 185 km2) et se répartit sur trois départements (la Marne, l'Aisne et la Seine-et-Marne). Il a été approuvé le 21 octobre 2016. La structure porteuse de l'élaboration et de la mise en œuvre est le Syndicat mixte d'aménagement et de gestion des eaux (SMAGE) - EPAGE. 
La qualité des cours d’eau peut être consultée sur un site dédié géré par les agences de l’eau et l’Agence française pour la biodiversité. 

### Climat
Pour des articles plus généraux, voir Climat du Grand Est et Climat de la Marne.
En 2010, le climat de la commune est de type climat océanique dégradé des plaines du Centre et du Nord, selon une étude du Centre national de la recherche scientifique s'appuyant sur une série de données couvrant la période 1971-2000. En 2020, Météo-France publie une typologie des climats de la France métropolitaine dans laquelle la commune est exposée à un climat océanique altéré et est dans la région climatique  Nord-est du bassin Parisien, caractérisée par un ensoleillement médiocre, une pluviométrie moyenne régulièrement répartie au cours de l’année et un hiver froid (3 °C). 
Pour la période 1971-2000, la température annuelle moyenne est de 10,7 °C, avec une amplitude thermique annuelle de 15,9 °C. Le cumul annuel moyen de précipitations est de 776 mm, avec 12,3 jours de précipitations en janvier et 8,1 jours en juillet. Pour la période 1991-2020, la température moyenne annuelle observée sur la station météorologique de Météo-France la plus proche, « Esternay-Man », sur la commune d'Esternay à 17 km à vol d'oiseau, est de 10,9 °C et le cumul annuel moyen de précipitations est de 780,5 mm. 
La température maximale relevée sur cette station est de 42,5 °C, atteinte le 25 juillet 2019 ; la température minimale est de −25 °C, atteinte le 14 février 1956,,. 
Les paramètres climatiques de la commune ont été estimés pour le milieu du siècle (2041-2070) selon différents scénarios d'émission de gaz à effet de serre à partir des nouvelles projections climatiques de référence DRIAS-2020. Ils sont consultables sur un site dédié publié par Météo-France en novembre 2022.

## Urbanisme

### Typologie
Au 1er janvier 2024, Mondement-Montgivroux est catégorisée commune rurale à habitat très dispersé, selon la nouvelle grille communale de densité à sept niveaux définie par l'Insee en 2022.
Elle est située hors unité urbaine. Par ailleurs la commune fait partie de l'aire d'attraction de Sézanne, dont elle est une commune de la couronne,. Cette aire, qui regroupe 37 communes, est catégorisée dans les aires de moins de 50 000 habitants,.

### Occupation des sols
L'occupation des sols de la commune, telle qu'elle ressort de la base de données européenne d’occupation biophysique des sols Corine Land Cover (CLC), est marquée par l'importance des territoires agricoles (60,5 % en 2018), une proportion sensiblement équivalente à celle de 1990 (60,1 %). La répartition détaillée en 2018 est la suivante : 
terres arables (52,6 %), forêts (25,1 %), milieux à végétation arbustive et/ou herbacée (14,4 %), zones agricoles hétérogènes (7,9 %). L'évolution de l’occupation des sols de la commune et de ses infrastructures peut être observée sur les différentes représentations cartographiques du territoire : la carte de Cassini (XVIIIe siècle), la carte d'état-major (1820-1866) et les cartes ou photos aériennes de l'IGN pour la période actuelle (1950 à aujourd'hui).

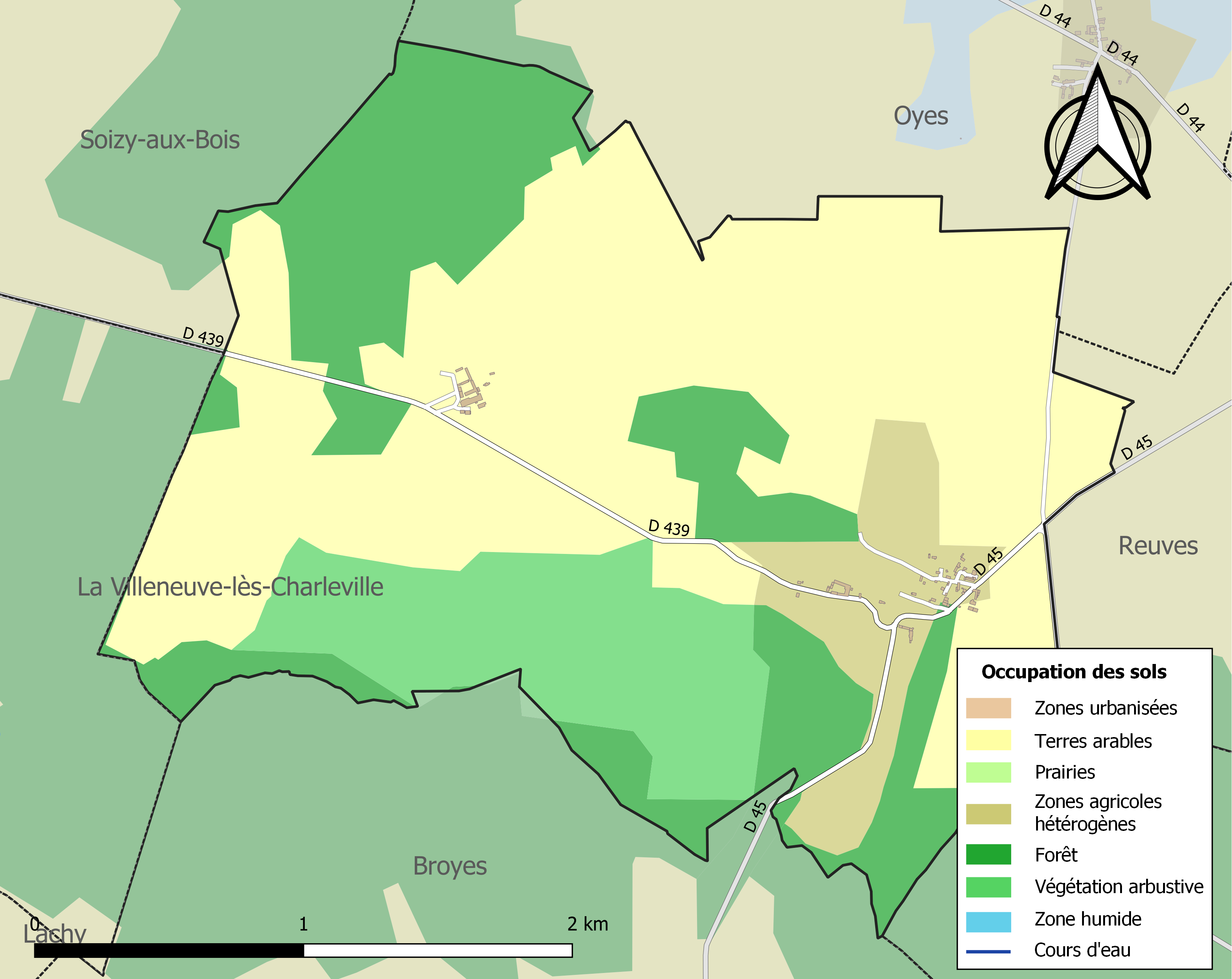
Carte des infrastructures et de l'occupation des sols de la commune en 2018 (CLC).

## Toponymie
Commune formée en 1845 de l'union des anciennes communes de Mondement et de Montgivroux.

Mondement, ancien village de la commune de Mondement-Montgivroux, est attesté sous les formes Mons Ademanni, Mons Huldemanni (1128) ; Mons Idemanni (1124-1130) ; Mons Idomanni (1175) ; Mondemant (1202) ; Mondement (1223) ; Monhudement (1226) ; Monsdemane (1407) ; Mondimentus (1443) ; Mondementum (1457) ; Montdoment (1805) ; Montdement (1860).

Montgivroux, ancien village de la commune de Mondement-Montgivroux, est attesté sous les formes Mons Givroldi (1124-1130) ; Mons Gyvroth (1170) ; Montgirbout (vers 1220) ; Montgivrot (1246) ; Mons Givrotus (1246) ; Mongiv[r]out, Montgevrout (vers 1252) ; Mongivrost (1375) ; Montgivrost (1397) ; Montgivrolst (1754) ; Montgivroult (XVIIIe siècle) ; Mongivroux (1834).

## Histoire

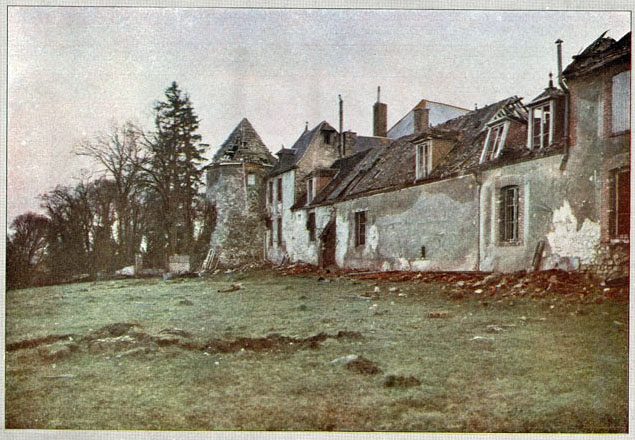
Le château de Mondement, à la suite des combats de 1914.

La commune de Mondement absorbe celle de Montgivroux en 1845.
La bataille de Mondement en septembre 1914 fut un épisode important de la première bataille de la Marne. Le 19e bataillon de chasseurs à pied est installé le 8 septembre au soir au château de Montgivroux et le 9 au château de Mondement.

## Politique et administration

### Intercommunalité
La commune a adhéré, le 1er janvier 2014, à la communauté de communes des Coteaux Sézannais,.
Depuis le 1er janvier 2017 et la fusion des communautés de communes des Portes de Champagne (CCPC), des Coteaux Sezannais (CCCS) et du Pays d'Anglure (CCPA), la commune adhère à la Communauté de Communes de Sezanne Sud-Ouest Marnais (CCSSOM).

### Liste des maires
| Période                                  | Période  | Identité             | Étiquette | Qualité |
| ---------------------------------------- | -------- | -------------------- | --------- | ------- |
| Les données manquantes sont à compléter. |          |                      |           |         |
| avant 1875                               | 1878     | M. Cagny             |           |         |
| Les données manquantes sont à compléter. |          |                      |           |         |
|                                          | 1995     | Pierre Lemière       | DVD       |         |
| 1995                                     | mai 2020 | Anne-Marie Desroches |           |         |

## Démographie
L'évolution du nombre d'habitants est connue à travers les recensements de la population effectués dans la commune depuis 1793. Pour les communes de moins de 10 000 habitants, une enquête de recensement portant sur toute la population est réalisée tous les cinq ans, les populations de référence des années intermédiaires étant quant à elles estimées par interpolation ou extrapolation. Pour la commune, le premier recensement exhaustif entrant dans le cadre du nouveau dispositif a été réalisé en 2007.

En 2022, la commune comptait 28 habitants, en évolution de −15,15 % par rapport à 2016 (Marne : −1,19 %, France hors Mayotte : +2,11 %).
| 1793 | 1800 | 1806 | 1821 | 1831 | 1836 | 1841 | 1846 | 1851 |
| ---- | ---- | ---- | ---- | ---- | ---- | ---- | ---- | ---- |
| 82   | 77   | 77   | 77   | 85   | 83   | 91   | 126  | 129  |

| 1856 | 1861 | 1866 | 1872 | 1876 | 1881 | 1886 | 1891 | 1896 |
| ---- | ---- | ---- | ---- | ---- | ---- | ---- | ---- | ---- |
| 111  | 101  | 90   | 83   | 81   | 61   | 76   | 75   | 71   |

| 1901 | 1906 | 1911 | 1921 | 1926 | 1931 | 1936 | 1946 | 1954 |
| ---- | ---- | ---- | ---- | ---- | ---- | ---- | ---- | ---- |
| 62   | 71   | 75   | 50   | 62   | 59   | 53   | 52   | 46   |

| 1962 | 1968 | 1975 | 1982 | 1990 | 1999 | 2006 | 2007 | 2012 |
| ---- | ---- | ---- | ---- | ---- | ---- | ---- | ---- | ---- |
| 41   | 54   | 50   | 51   | 56   | 48   | 48   | 46   | 40   |

| 2017 | 2022 | - | - | - | - | - | - | - |
| ---- | ---- | - | - | - | - | - | - | - |
| 29   | 28   | - | - | - | - | - | - | - |

## Culture locale et patrimoine

### Lieux et monuments

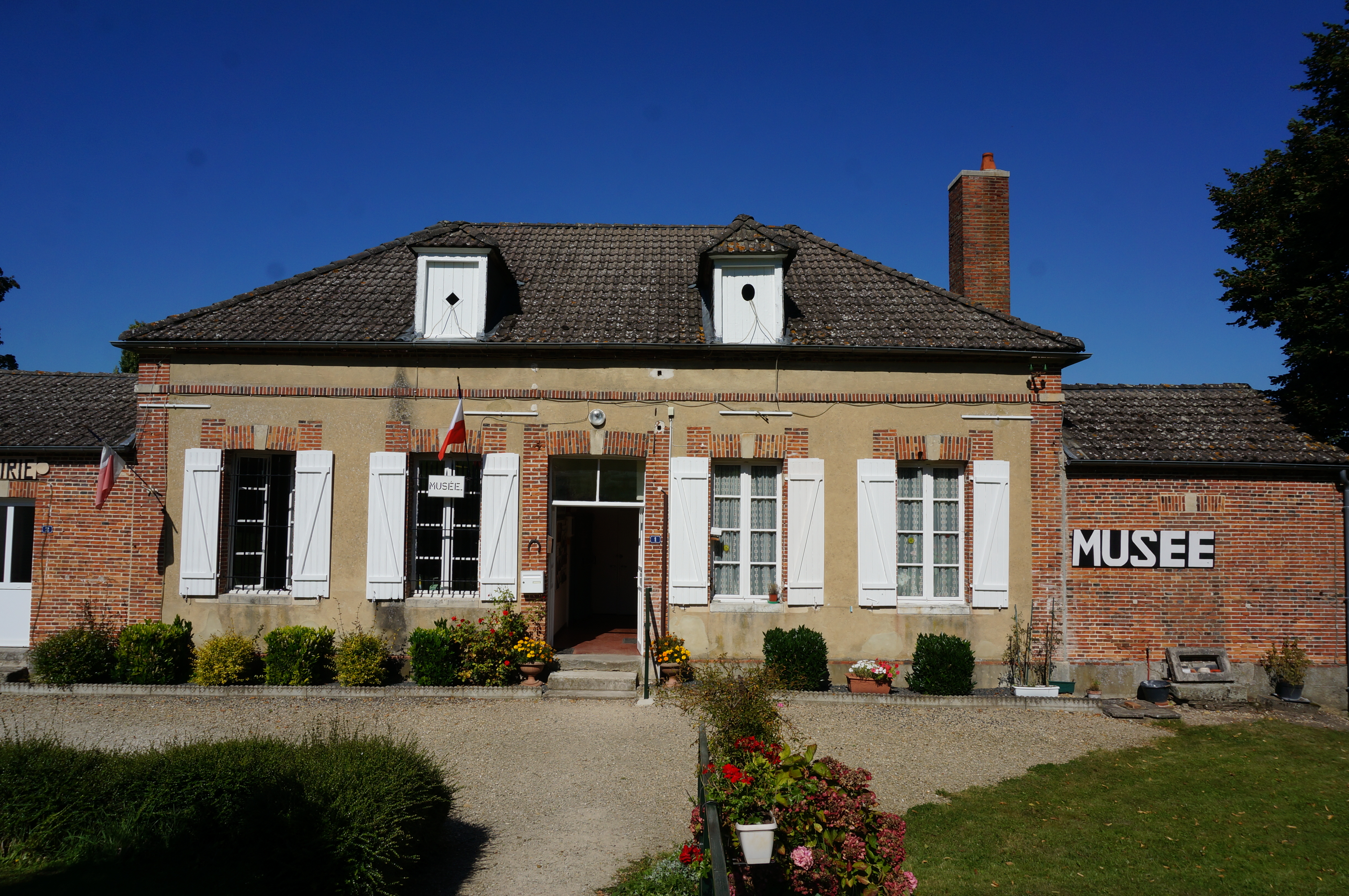
Le musée.

- Le Monument national de la Victoire de la Marne. La première bataille de la Marne, qui se déroula du 5 au 12 septembre 1914, est commémorée par cette gigantesque borne, haute de 35,5 mètres, conçue par l'architecte Paul Bigot. Implantée sur les conseils du maréchal Foch, sur cette colline du village entre l'église et le château (lieu des combats), elle domine les marais de Saint-Gond, et marque à cet endroit un point stratégique qui verrouillait le passage vers Paris par le sud. Érigé en 1931 et achevé en 1938, l'inauguration du monument eut lieu en 1951. 
Ce monument en béton teinté de rose saumon est décoré de figures dues au ciseau du sculpteur Henri Bouchard. L'iconographie évoque les combats de la première bataille de la Marne. Construit par décision du Parlement, le monument appartient désormais au conseil général de la Marne et il est géré par l'Association Mondement 1914 - Les soldats de la Marne - Joffre - Foch.
- Le musée d'histoire qui se trouve dans l'ancienne école communale rappelle ces combats. Il présente des objets et des documents de la bataille et de l'époque.
- L'église Notre-Dame-de-l'Assomption et le cimetière dont le carré militaire.
- L'ancienne église Saint-Antoine de Montgivroux, disparue[27].
- Le château de Mondement.

### Personnalités liées à la commune
- Jean Cocteau résida dans le château de Mondement en 1917[28]
- Christiane Desroches-Noblecourt, égyptologue française (1913-2011) qui habita la commune[29] et y est enterrée.